# Hemipeplus alluaudi
Hemipeplus alluaudi là một loài bọ cánh cứng trong họ Mycteridae. Loài này được Grouvelle miêu tả khoa học năm 1923.